# Idoli
Idoli je bila new wave glasbena skupina iz Beograda. Glasbena skupina se je oblikovala leta 1979, s prvimi nastopi v letu 1980. Svoj zadnji koncert je odigrala leta 1984 v Ljubljani, zatem so se člani razšli in bili aktivni v drugih glasbenih skupinah ali samostojno. Idoli so v svojem kratkem obstoju postali ena od dobro prepoznavnih jugoslovanskih rock skupin z glasbeno dediščino, ki jo izvajajo tudi druge skupine v regiji in izven nje (na Poljskem). Bolj znane pesmi so Maljčiki, Rusija, Čokolada in Moja si.

## Diskografija

### Albumi
- VIS Idoli (Jugoton, 1981)
- Odbrana i poslednji dani (Jugoton, 1982)
- Čokolada (Jugoton, 1983)
- Šest dana juna (Jugoton, 1985)

### Singli
- Retko te viđam sa devojkama/Pomoć, pomoć (Izgled, 1980)
- Retko te viđam sa devojkama/Maljčiki (Jugoton, 1981)
- Bambina/Stranac u noći (Jugoton, 1983)
- Ona to zna/Ljubavi (Jugoton, 1985)